# Every Day’s Like Christmas
Az Every Day's Like Christmas című dal az ausztrál énekes-dalszerző Kylie Minogue dala 13. stúdióalbumáról, és első karácsonyi lemezéről, a Kylie Christmas címűről. A dalt a Coldplay együttes frontembere, Chris Martin és a Stargate frontembere írta, aki producerként is dolgozott a lemezen. Martin a dal háttérénekében is közreműködött. A dal egy elektropop ballada, amelyben Minogue együttérzését írja le partnere iránt karácsony napján. A modern elektronikus zene és a karácsonyi zene elemei elevenednek meg a dalban. A dal az album harmadik kislemezeként 2015. december 2-án jelent meg, és tartalmazza a Stock Aitken Waterman remix változatát is. 
Az "Every Day's Like Christmas" kritikai fogadtatása pozitív volt. Néhány kritikus kiemelte az album dalai közül, míg sokan dicsérték a dal elkészítését és Martin közreműködését. A dalt elsősorban a brit médiában vetették be 2015-ben, mint az Egyesült Királyság karácsonyának első számú esélyesét. A klipet David Lopez-Edwards rendezte, melyben Minogue és barátai, valamint akkori barátja Joshua brit színész is látható. Sasse a karácsony napján londoni otthonában élvezi. Minogue 2019 májusában eltávolította a klipet a YouTuberól. A dalt a Royal Albert Hallban 2015. december 11-én az élő karácsonyi műsor keretein belül adta elő. 

## Előzmények és összetétel
2015 júliusában felröppent a hír, hogy az amerikai gitáros, és producer Nile Rodgers, valamint Minogue nővére, Dannii Minogue egy karácsonyi albumon dolgoznak. Minogue később megerősítette a hírt hivatalos Instagram fiókján, és az "Every Day's Like Christmas" felkerült a végleges dallistára. A dalt a brit zenész, és frontember Chris Martin írta, és komponálta a Stargate mellett, aki a dal producere is volt. Martin Jimmy Junior és Kristen Gill mellett háttérénekesként szolgált a dalhoz. Ez a dal Martin és Minogue második közös munkája volt a Lhuna 2008-as dala után.
Az Allmusic munkatársa, Tim Sendra szerint az "Every Day's Like Christmas" egy modern popballada, amely elektropop elemeket tartalmaz. Tim Jonze a The Guardian-tól megjegyezte, hogy zenei hasonlóságai vannak a Coldplayhez, mondván, mivel Martin írta, és komponálta a dalt, mely a Martin által írt korábbi dalok stílusában íródott. Christopher Monk a MusicOHM-tól a dalt egy "Coldplay ballada melankóliájaként" jellemezte. Pip Ellwood-Hughes az Entertainment Focustól úgy érezte, hogy a dal egy "álmodó elektropop" dal. Szöveg szempontjából a dal a romantikát részletezi, mely olyan magasztosnak tűnik, mint a karácsony, példázva ezzel a dalszöveget:  "Until you, every day was ordinary / It's true and now every day's like Christmas," (Addig minden hétköznapi volt /Igaz és most minden nap olyan, mint a karácsony)

## Megjelenés
Az "Every Day's Like Christmas" című dalt Minogue korábbi producerei (1987-199) a Stock Aitken Waterman remixelte. Ez volt az első közös munka több mint 20 év után a korábbi producerekkel az 1992-es Celebration óta.

## Kritikák
.

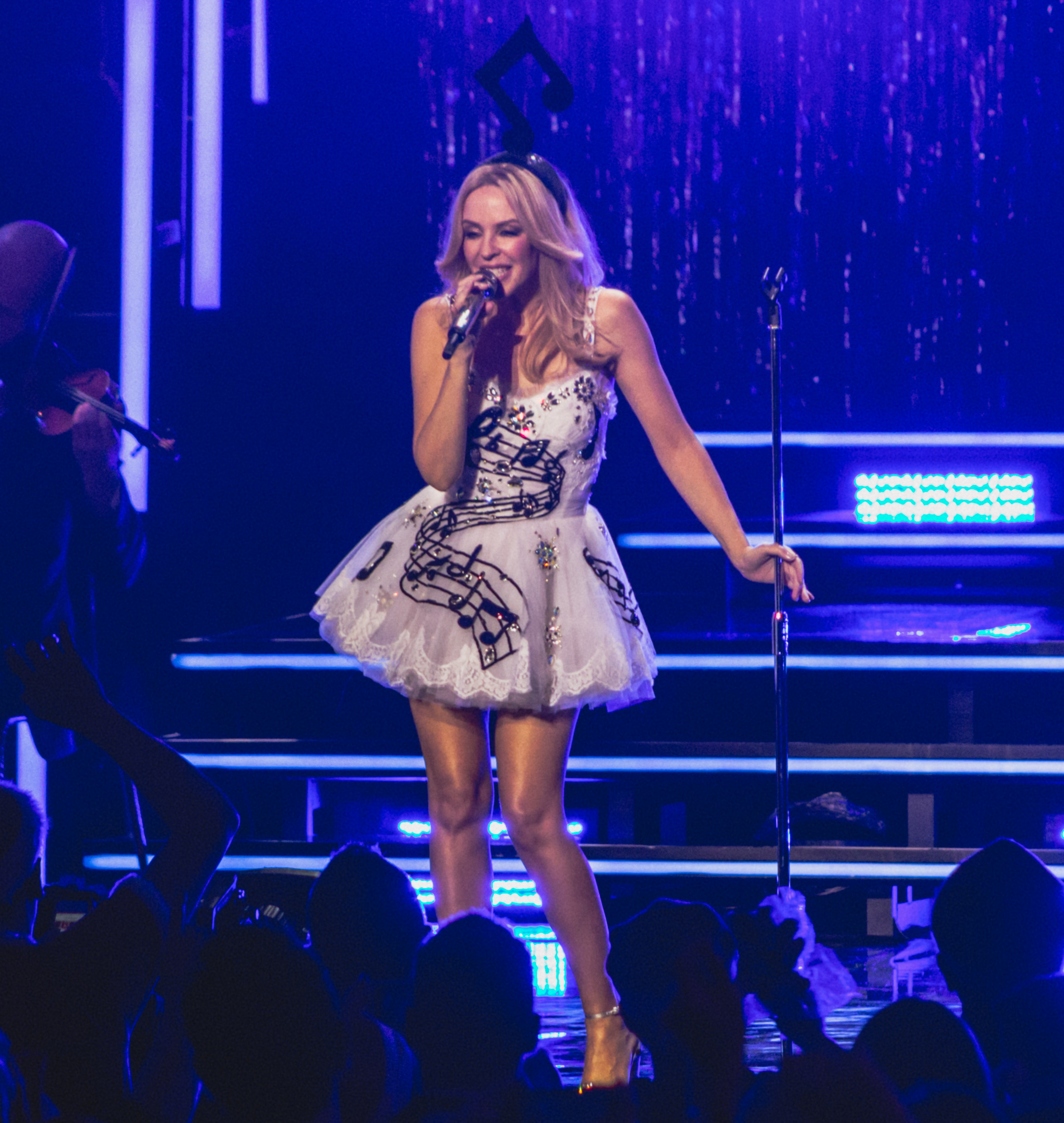
Minogue előadja a dalt a Kylie Christmas népszerűsítésekor 2015-ben

Az "Every Day's Like Christmas" a legtöbb zenekritikustól egyetemes elismerést kapott. Monk, Jonze és Ellwood-Hughes a dalt az album csúcspontjaként jellemezte. Cameron Adams a Herald Sun-tól pozitívan nyilatkozott, és azt mondta: "Olyan poptasztikusan hangzik, mint ahogy azt elvárná, hogy egy Chris Martin által Kylie-nak írt karácsonyi dal megszólaljon, csak ipari erősségű száncsengőkkel". Piet Levy a Js Online-tól azt mondta, hogy Martin, Iggy Pop brit zenész és Frank Sinatra amerikai zenész, akik az "Every Day's Like Christmas", a "Christmas Wrapping" és a "Santa Claus Is Coming to Town" című dalokban dolgoztak, három ok, amiért Kylie karácsonyi albuma csupa pezsgő vidámság, és még három ok, amiért Kylie Minogue olyan okos, és kitartó popsztár, mint Madonna. Gordon Ashenhurst a Metro Weekly-től azt mondta: "Ha ezen az albumon minden dal ugyanabban a szellemben szólna, mint az "Every Day's Like Christmas" – nem csak igazolná, hanem erősítené is a hírnevét. Gyönyörű és bájos, valóban megérdemli a jövőbeli klasszikus státuszt. A Coldplay együttes frontembere Chris Martin által írt dal egy szívet melengető szépség, és ambíció, melyet kár, hogy máshol nem lehet találni".
A remix verzió is kedvező kritikákat kapott. A PopCrush egyik kritikusan is pozitívan nyilatkozott, és azt mondta, hogy ez a verzió pont jó akkor, amikor az "Every day's Like Christmas" eredeti változatától egy kicsit több diszkóra vágyik a hallgató. Egy kicsit dúsabb, és vidámabb az ember tőle. Rob Corpsey a The Official Chart Company-tól kijelentette: "A dal rendben van, mely egy kicsit olyan mint a 80-as évek végi, cukorkával bevont popdal, egy nagy fényes vörös masniba csomagolva". A dal befejezése is olyan jó, mert ennek a változatnak is megvan a kémiája, és azt gondolom, hogy a hallgató is hasonlóan fog érezni...".

## Formátumok és számlista
- Digitális letöltés[13]

1. "Every Day's Like Christmas" – 4:13

- A Stock Aitken Waterman Remix – Single

1. "Every Day's Like Christmas" (A Stock Aitken Waterman Remix) – 3:32

## Slágerlista
| Slágerlista (2015)                                        | Legjobb helyezések |
| --------------------------------------------------------- | ------------------ |
| Belgium (Ultratip Flanders) A Stock Aitken Waterman Remix | 81                 |

## Megjelenések
| Ország      | Dátum              | Formátum               | Label      |
| ----------- | ------------------ | ---------------------- | ---------- |
| Különböző   | 2015. december 2.  | Digitális letöltés     | Parlophone |
| Olaszország | 2015. december 11. | Contemporary hit radio | Parlophone |